# Scratch and Bite
Scratch and Bite è il primo album dei Treat, pubblicato nel 1985 per l'etichetta discografica Mercury Records.

## Tracce
1. Changes (Dahlberg, Ernlund, Liljegren, Siewertson, Wikström) 3:39
2. Scratch and Bite (Dahlberg, Ernlund, Liljegren, Siewertson, Wikström) 4:10
3. Get You on the Run (Dahlberg, Ernlund, Liljegren, Siewertson, Wikström) 5:18
4. Hidin' (Dahlberg, Ernlund, Liljegren, Siewertson, Wikström) 4:47
5. Too Wild (Dahlberg, Ernlund, Liljegren, Siewertson, Wikström) 3:30
6. We Are One (Dahlberg, Ernlund, Liljegren, Siewertson, Wikström) 6:25
7. No Room for Strangers (Dahlberg, Ernlund, Liljegren, Siewertson, Wikström) 4:33
8. You Got Me (Dahlberg, Ernlund, Liljegren, Siewertson, Wikström) 4:44
9. Run with the Fire (Dahlberg, Ernlund, Liljegren, Siewertson, Wikström) 3:44

### Tracce bonus (solo ristampa AOR Heaven)
- 10. On the Outside (Dahlberg, Ernlund, Liljegren, Siewertson, Wikström) 3:34
- 11. Danger Games (Dahlberg, Ernlund, Liljegren, Siewertson, Wikström) 4:17

## Bonus DVD: Live At Firefest III (solo ristampa AOR Heaven)
1. Changes [live] (Dahlberg, Ernlund, Liljegren, Siewertson, Wikström)
2. Ready for the Taking [live] (Borger, Ernlund, Wikström)
3. I Burn for You [live] (Thomander, Wikström)
4. Love Stroke [live] (Wikström, Winter)
5. Too Wild [live] (Dahlberg, Ernlund, Liljegren, Wikström)
6. Sole Survivor [live] (Ernlund, Wikström)
7. Conspiracy [live] (Borger, Ernlund, Wikström)
8. Get You on the Run [live] (Dahlberg, Ernlund, Liljegren, Siewertson, Wikström)
9. World of Promises [live] (Ernlund, Wikström)

## Formazione
- Robert Ernlund - voce
- Anders Wikstrom - chitarra, cori
- Joe Larson - basso, cori
- Jamie Borger - batteria, cori
- Patrick Appelgren - tastiere, cori